# Kluki (Łódź)
Pour les articles homonymes, voir Kluki.
Kluki (prononciation [ˈkluki]) est un village de la gmina de Kluki, du powiat de Bełchatów, dans la voïvodie de Łódź, situé dans le centre de la Pologne.
Il est le siège administratif (chef-lieu) de la gmina appelée gmina de Kluki.
Kluki se situe à environ 10 kilomètres à l'ouest de Bełchatów (siège du powiat) et 51 kilomètres au sud de Łódź (capitale de la voïvodie).
Sa population s'élevait approximativement à 800 habitants en 2009.

## Administration
De 1975 à 1998, le village était attaché administrativement à l'ancienne voïvodie de Piotrków.

Depuis 1999, il fait partie de la nouvelle voïvodie de Łódź.